# Adolph von Menzel

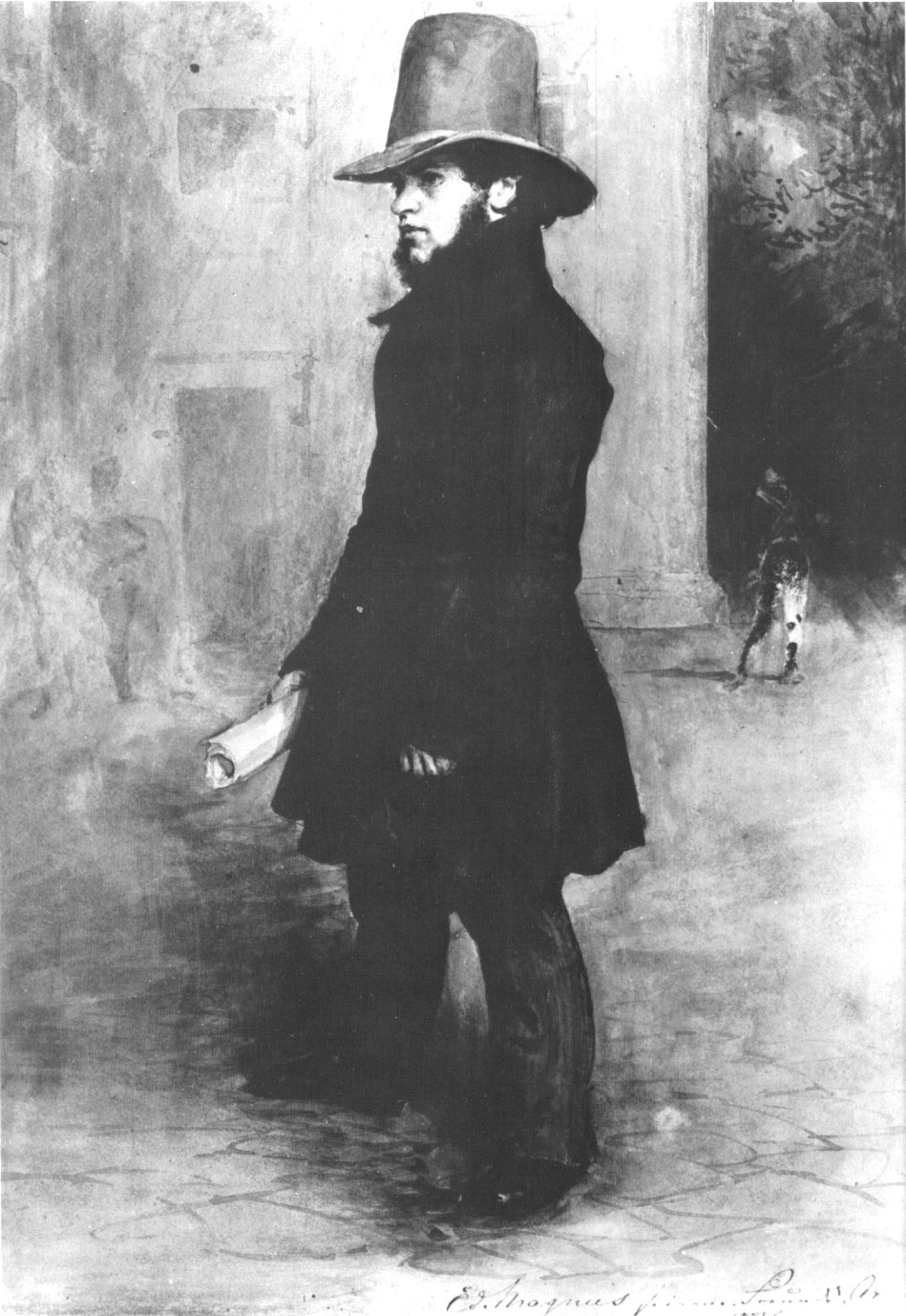
Adolph von Menzel, porträtterad av Eduard Magnus 1837.

Adolph Friedrich Erdmann von Menzel, född 8 december 1815 i Breslau, Kejsardömet Tyskland (nuvarande Wrocław, Polen), död 9 februari 1905, var en tysk konstnär. 
Menzel utbildade sig först till litograf men började i 25-årsåldern på allvar med målning. Under 1800-talet var det högaktat med historiemålning och det var just det han ägnade sig åt. Framför allt avbildade han 1700-talets överflöd och Fredrik den store. Han upptäcktes av kungahuset och blev kunglig hovmålare. Menzel, som kallades "den lille excellensen", adlades 1898.
Som historiemålare och bokillustratör skildrade Menzel med kulturhistorisk noggrannhet Fredrik den store och sällskapslivet på Sanssouci, ett högt uppskattat motiv i dåtidens Tyskland. Eftervärlden har mera beundrat hans landskap och interiörbilder, ögonblicksreportage influerade av John Constable och dränkta i ett ljus- och luftskimmer som föregriper impressionismen. 

## Biografi
Adolf Menzel var son till en litograf och arbetade i sin ungdom någon tid hos honom. 1830 flyttade familjen till Berlin, där Menzel sedan förblev bosatt under hela sin levnad. Han studerade under helt kort tid 1833 på konstakademien, men utbildade sig huvudsakligen på egen hand genom att teckna efter naturen. Efter faderns död måste han försörja sig själv, och utgav 1833 ett häfte pennteckningar, Des künstlers erdenwallen, och 1834–35 ett dussin litograferade blad, Denkwürdigkeiten aus der brandenburgischen geschichte. Han försökte sig även på som målare i olja – utan all skolning – med några små tavlor, Schackspelare (1836), Domstolsscen (1839). Vid denna tid fick han beställning på illustrationer till Kuglers "Geschichte Friedrichs des grossen", som utkom 1839–42 (teckningarna utgavs senast utan Kuglers text 1906), och därefter på illustrationer till en praktupplaga av konung Fredriks samlade skrifter (1843–49). I och för dessa verk gjorde han otaliga, ytterst noggranna och detaljerade studier av typer, dräkter, vapen, interiörer. Han gav i sina teckningar tidens, personernas och miljöns karaktär med träffsäkerhet och fyndighet. Teckningssättet var överlägset i sin knapphet och skärpa och bidrog till träsnittets utveckling i Tyskland. Under tiden upptog Menzel åter oljemålningen, målade Gustaf II Adolf mottager sin gemål i Hanau (1847) och samma år Predikan i klosterkyrkan i Berlin samt Järnvägen till Potsdam. I två studier, Menzels rum (1845 och 1847), hade han med dessa små målningar slagit in på direkt verklighetsstudium; framför allt att lägga märke till är friskheten och omedelbarheten i färg- och luftstudiet, som är långt före sin tid. Från samma tid är Ett aftonsällskap och flera goda porträtt. 1850 följde den första större målningen med motiv ur Fredrik II:s liv, Taffelrunden – den unge konungen till bords i matsalen i Sanssouci jämte Voltaire och en del generaler. Samma år började Menzel utge teckningarna Aus könig Friedrichs zeit, som följdes av soldatbilder och uniformsstudier, utförda med vetenskaplig noggrannhet, allt i träsnitt. Märklig i flera avseenden är litografin Jesus som barn i templet (1851), där de skriftlärda är drastiska, nästan karikerade judetyper. Nu följde också målningarna Flöjtkonserten i Sanssouci (1852), där framställningen av den rikt dekorerade rokokosalongen med de brokigt klädda personerna i belysning av vaxljus var djärvt och skickligt genomförd, Fredrik II på resa (1854), Fredrik vid Hochkirch (1856, stridsscen i natt och eldsken) med flera, samt de två stora, ej fullbordade dukarna Fredrik talar till sina generaler före slaget vid Leuthen (1858) och Fredrik i slottet vid Lissa ("Bon soir, Messieurs!", 1858). I denna tids historiemålning, som i första rummet sökte ett litterärt eller dramatiskt innehåll, poesi och romantik, var Menzels uppträdande helt och hållet revolutionärt, hans målningar togs inte heller på fullt allvar, utan ansågs som målade illustrationer som inte var att räkna till den högre och äkta konsten. Tiden var inte mogen vare sig för en så rättfram och nyktert realistisk uppfattning av historiska personligheter och tilldragelser eller för ett så sakligt målningssätt, rena motsatsen till allt poetiserande. I Menzels äldre målningar är de tekniska svårigheterna inte alltid övervunna – skisserna och förarbetena är ofta nog av större måleriskt intresse än de utförda bilderna. Ett par högst intresseväckande motstycken till historietavlorna utgör En kupé på ett nattåg (1851) med dess utmärkta typer och den lilla interiören från Gymnaseteatern i Paris under en föreställning, målad 1856 ur minnet från Menzels besök i Paris under världsutställningen 1855. Med Konung Vilhelms kröning 1861, utförd på beställning, fördes Menzel till framställning i stor skala av en tilldragelse, som han själv bevittnat (1865). Tavlan blev ett kraftprov såväl av personkarakteristik som av kompositionskonst. Efter 1867, då Menzel åter besökte Paris, slog han sig på motiv med massor av människor, sammanförda i friluft eller inomhus. Han utförde dylika motiv i ett raskt skisserat målningssätt, men utan att söka den friluftsverkan, som fransk impressionism senare införde i måleriet. Dylika motiv är Söndag i Tuileriesträdgården, Världsutställningens restaurang (båda 1867), som senare följdes av Minne från Luxemburgträdgården, tyska bierträdgårdar och bilder från zoologiska trädgårdar, Gudstjänst i skogen vid Kösen (1864), Piazza d’Erbe i Verona (1884) och Brunnspromenaden i Kissingen. Bland improvisationer av denna art får också räknas den lilla målningen Konung Vilhelms avresa till armén 30 juli 1870 (scen från Unter den linden, 1871). I Järnvalsverket (1875, Alte Nationalgalerie) slog han åter in på ett nytt område. Här framställdes arbetet i en modern jätteverkstad, och här gavs lokaliteten, människorna i den upphettade luften och i den sammansatta belysningen av dager och eldsken. Tavlan blev en överraskning och en uppenbarelse för sin tid. Pikanta motsättningar till denna skildring av "moderna titaner" bildar Menzels interiörer dels från katolska kyrkor i barockens glimmande prakt, dels från hovfester: Balsupé (1878), Cercle (1880, kejsar Vilhelm konverserar med en krets damer), Efter hoffestens slut (1889), där det humoristiska draget i Menzels lynne tog sig godmodiga, men inte alls beslöjade uttryck. Som illustratör visade han åter sin storhet i teckningarna till Kleists "Der zerbrochene krug" (1877). Menzels produktion var ofantlig, hans arbetslust oförtröttad. Han tecknade ideligen och alltid efter naturen, avbildade allt vad han såg. I den moderna tyska konsten står han som en av huvudmännen, förnyare på olika områden, i främsta rummet representant för troget, ihärdigt, minutiöst avbildande av verkligheten och i målningssättet för frihet från alla slags bindande regler och dogmer. Alltid en man för sig, förblev han ensam; det har ofta framhållits att hans inflytande på sin samtid och på konstens utveckling inte alls varit så stort, som man kunnat vänta. Som representant för det preussiska och som huset Hohenzollerns konstnärlige skildrare överhopades han med utmärkelser. Han hade redan 1856 blivit professor, var medlem av många akademier (Stockholms konstakademi, 1885), blev 1895 "verkligt geheimeråd" med titel excellens och blev hedersborgare i Berlin med flera städer.

## Galleri

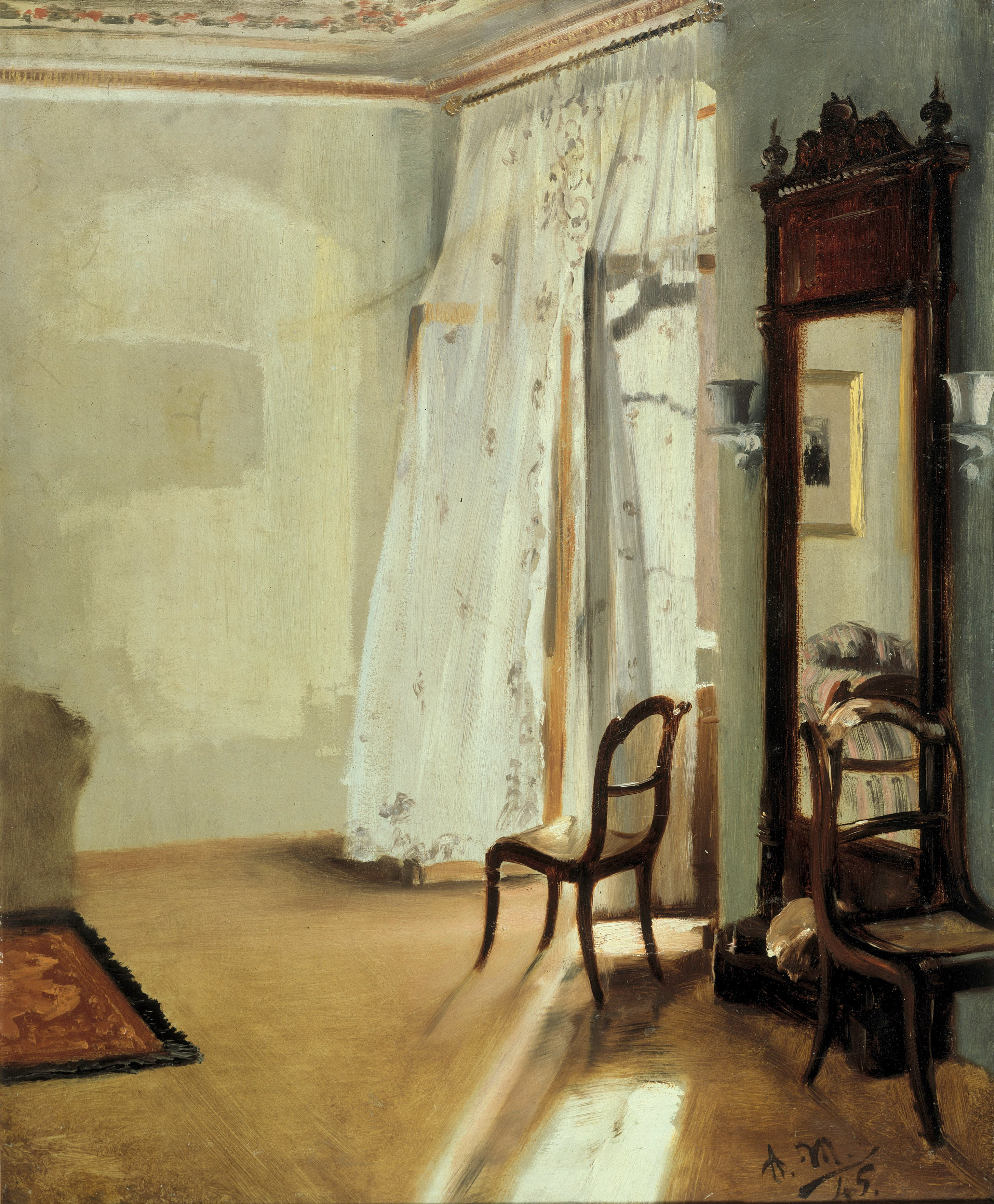
Balkongrummet (1845).
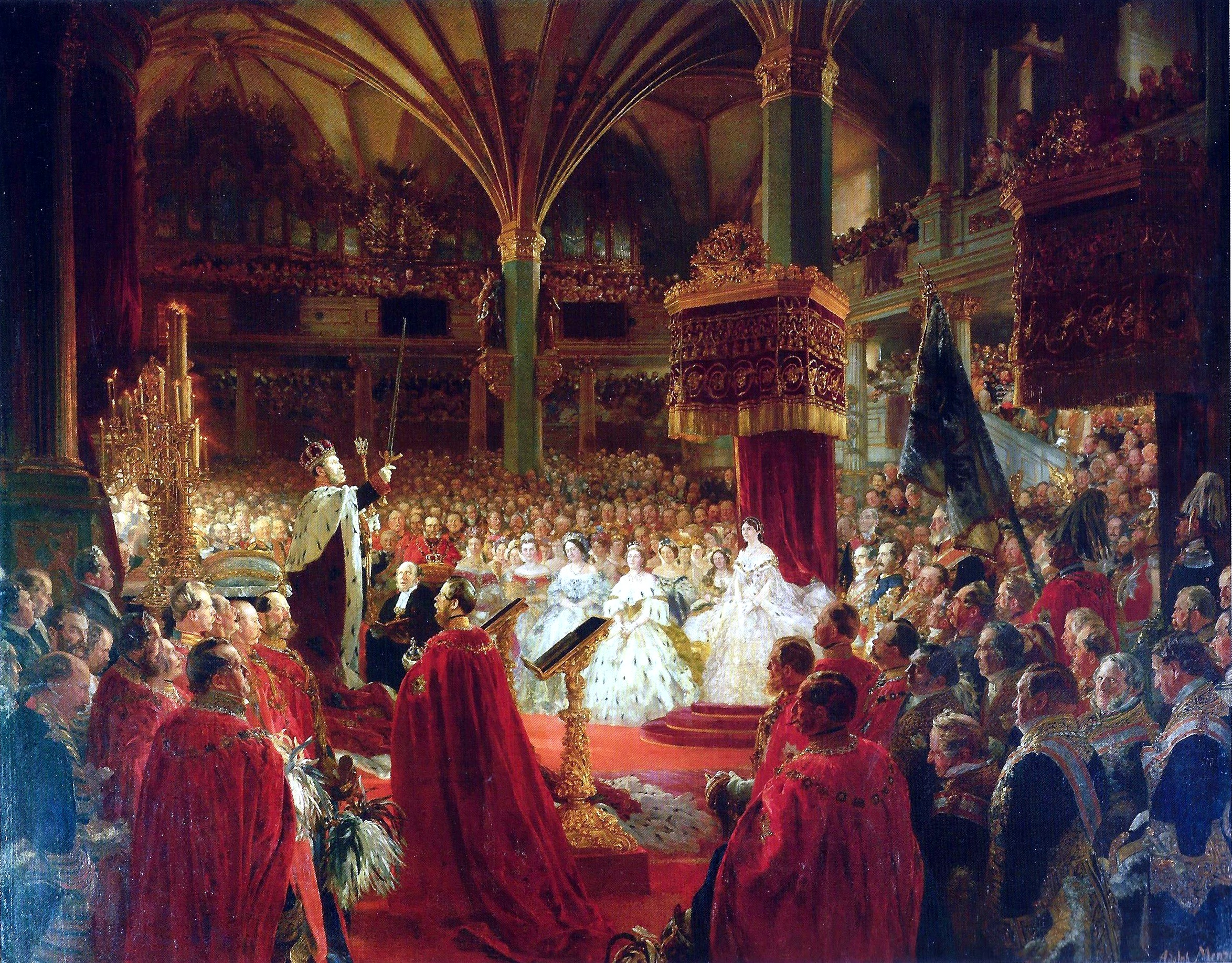
Konung Vilhelms kröning (1861).
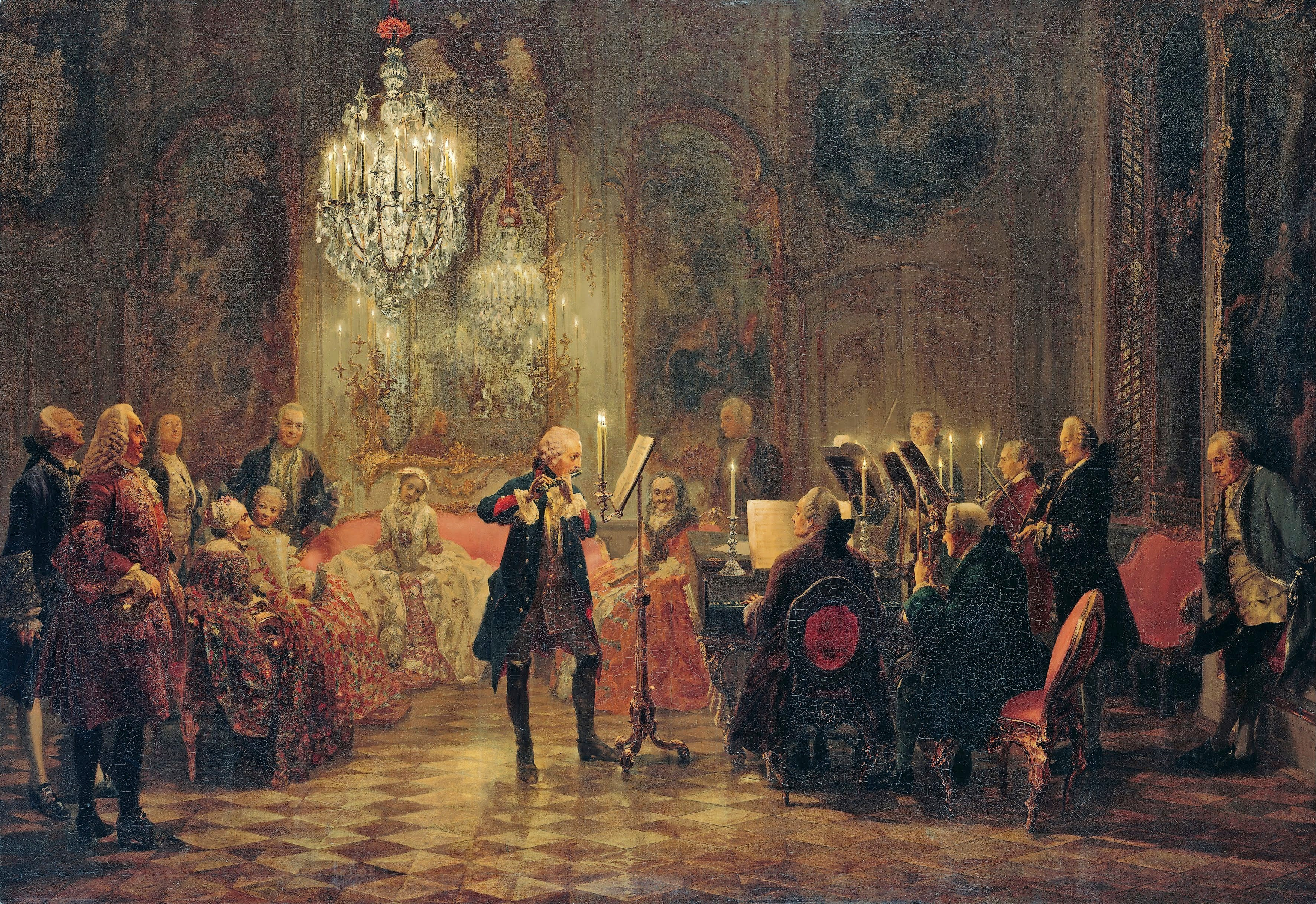
Fredrik den stores flöjtkonsert i Sanssouci (1850–1852).
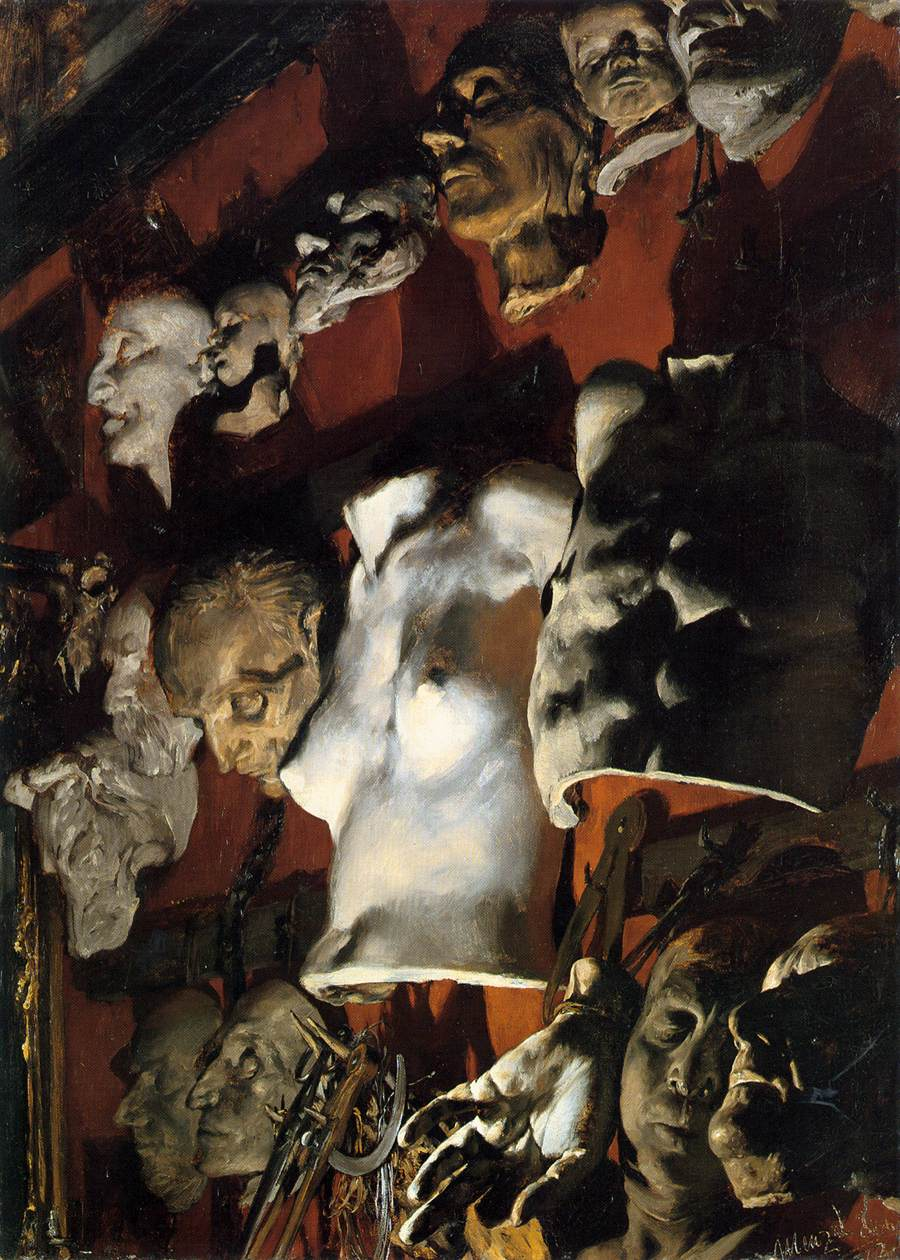
Ateljévägg (1872).
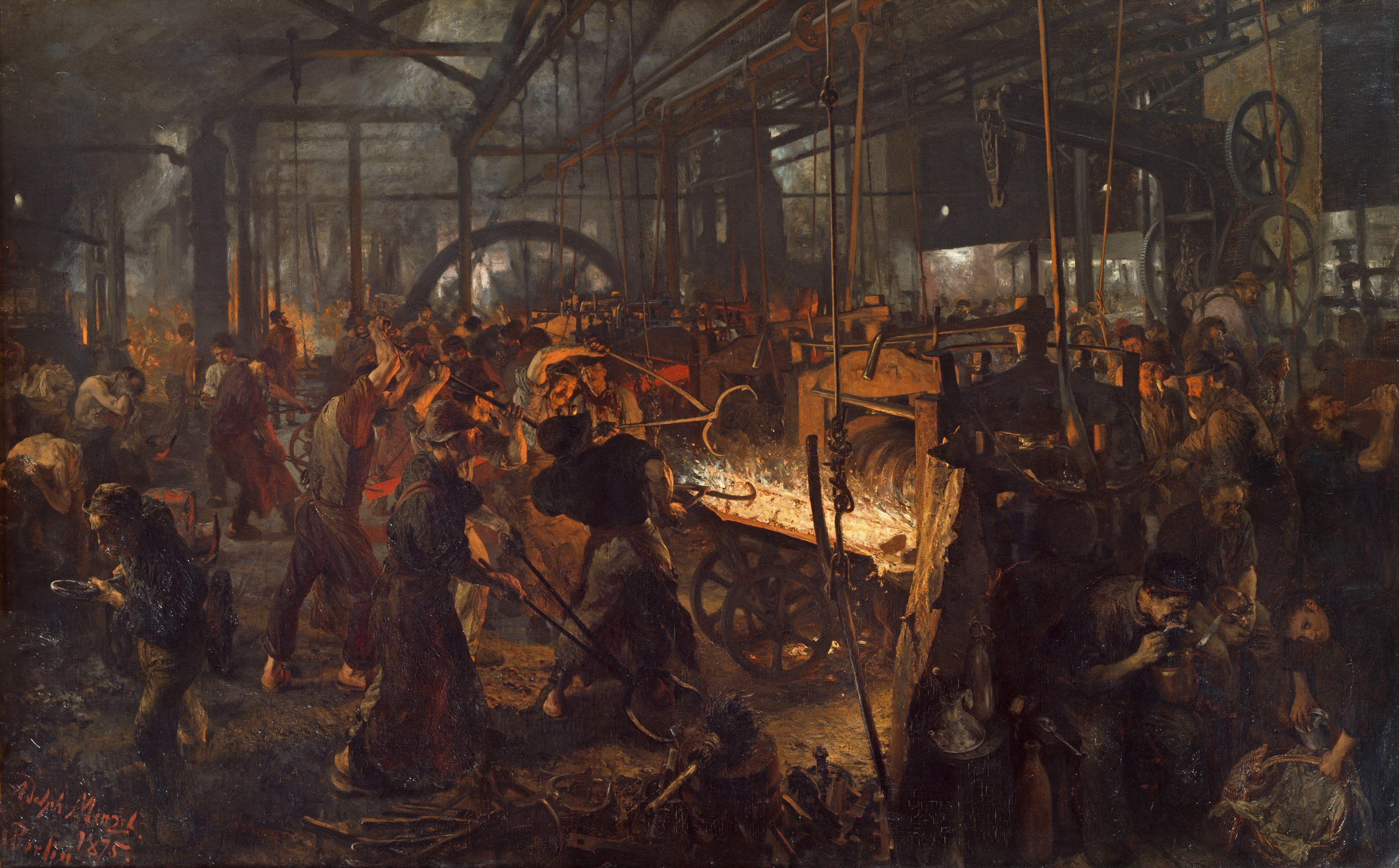
Valsverket (1872–1875).